# Koji Toriumi
Koji Toriumi (鳥海 晃司 Toriumi Koji?), född 9 maj 1995 i Chiba prefektur, är en japansk fotbollsspelare.
Toriumi började sin karriär 2018 i JEF United Chiba.